# Hedenstedts taktegelmuseum

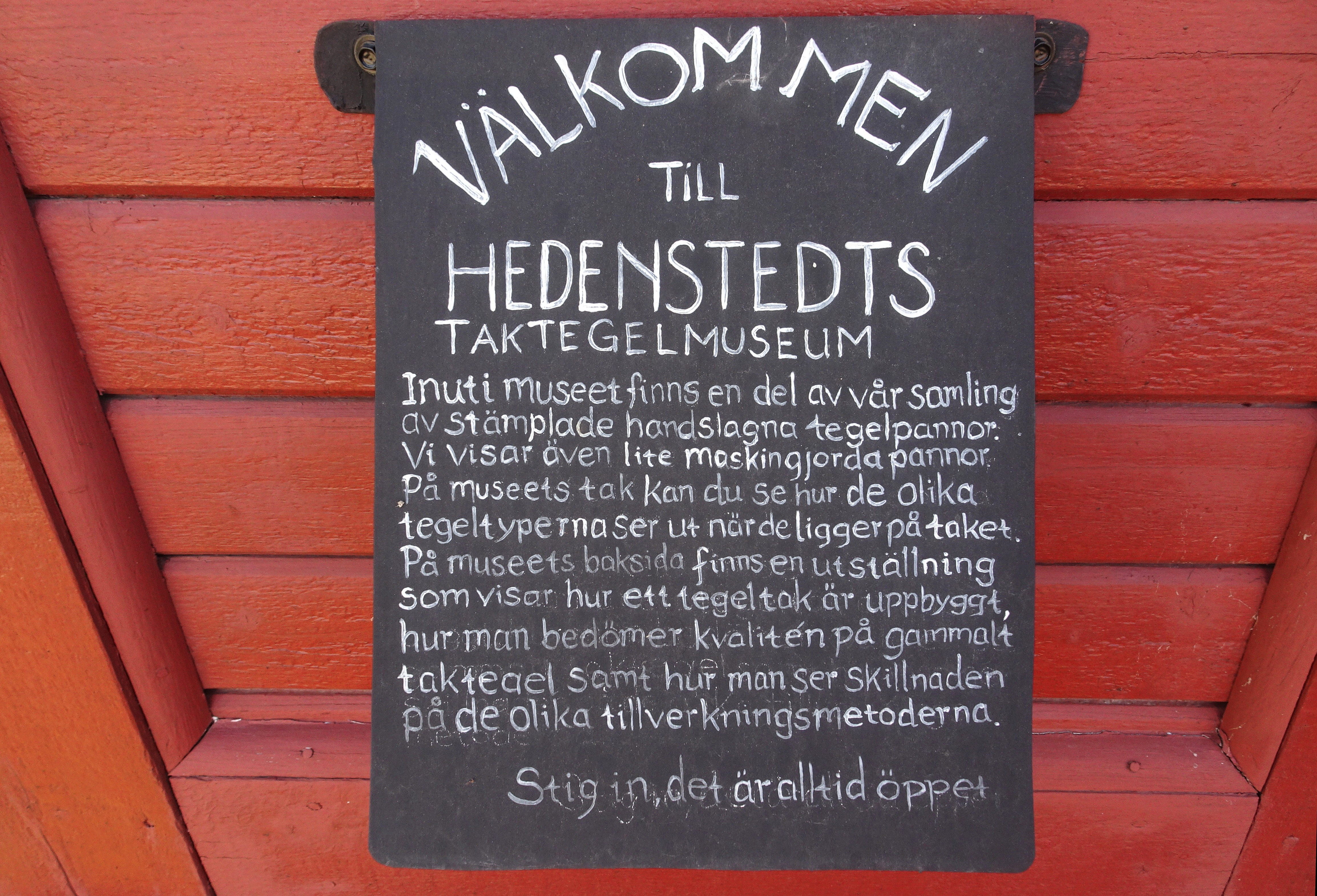
Hedenstedts taktegelmuseum.

Hedenstedts taktegelmuseum är ett litet privatmuseum som ligger i anslutning till Åda säteri nära Trosa i Trosa kommun. Museet visar historiskt och nutida taktegel och är alltid öppet för allmänheten. Inträdet är gratis.

## Museet
Museet består av en byggnad på omkring tio kvadratmeter och ett friområde. I byggnaden, som räknas till ett av Sveriges minsta museer, finns bland annat en omfattande samling av stämplade och handslagna takpannor. Museet visar även hur ett tegeltak är tekniskt uppbyggt och hur man bedömer kvaliteten på gammalt taktegel. På museets ytterväggar hänger många exempel på olika taktegel, exempelvis handslaget, formpressat och strängpressat. I friområdet finns ett provläggningstak där kan man själv pröva på att lägga 1700-talstegel. Museet drivs sedan 1990-talet av Erik och Karin Hedenstedt som även säljer begagnat taktegel i ladan intill museet.

## Bilder

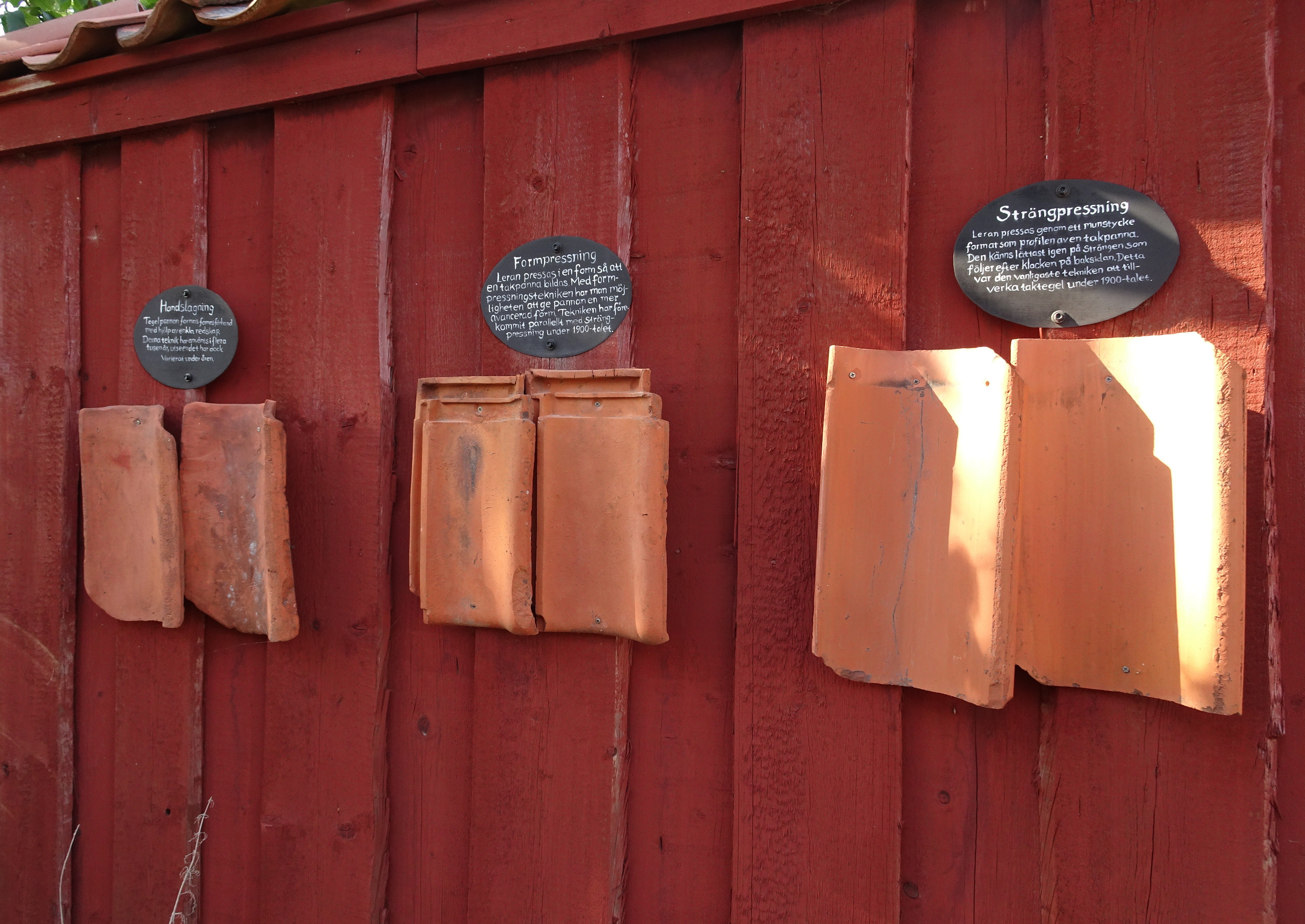
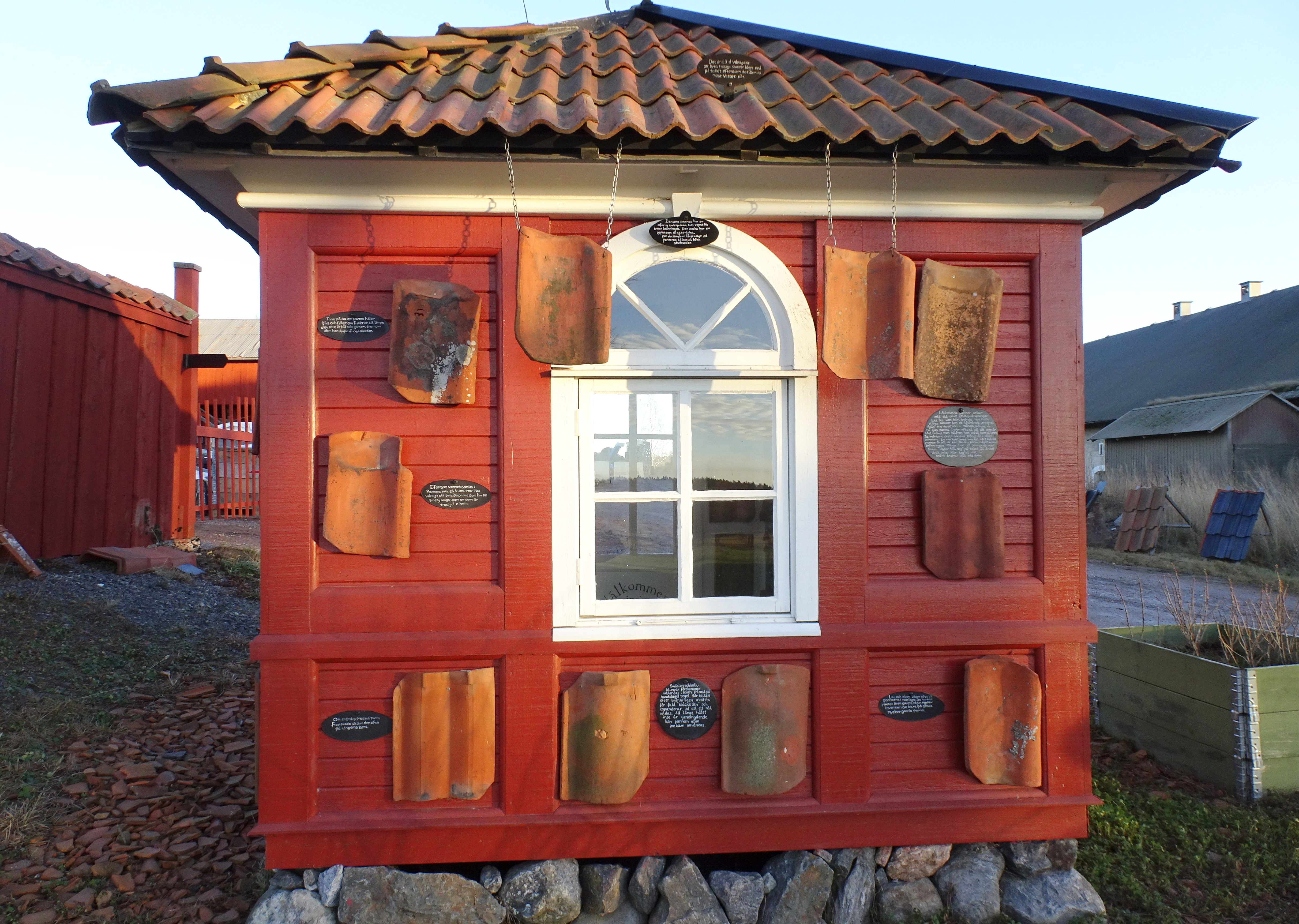
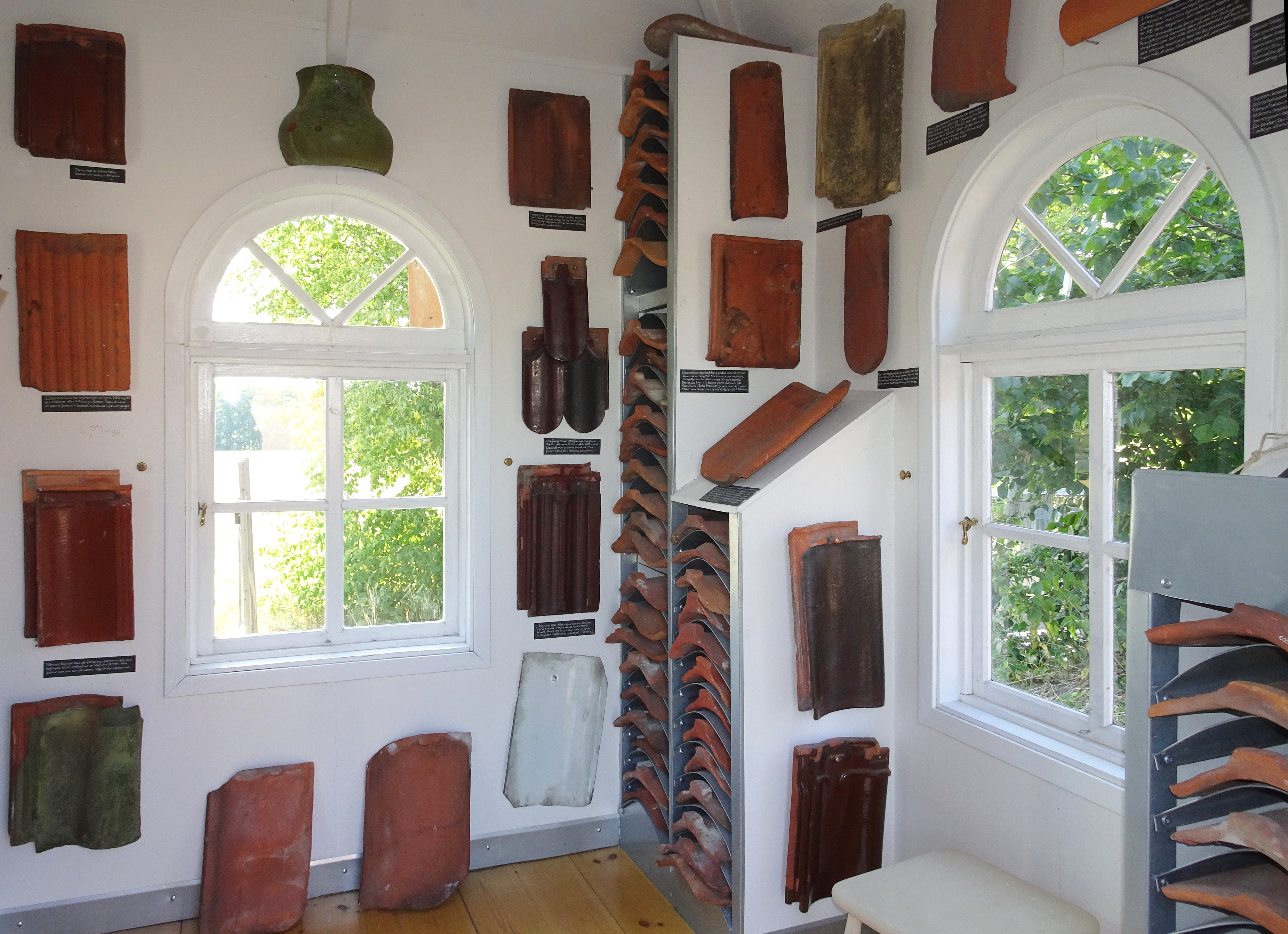
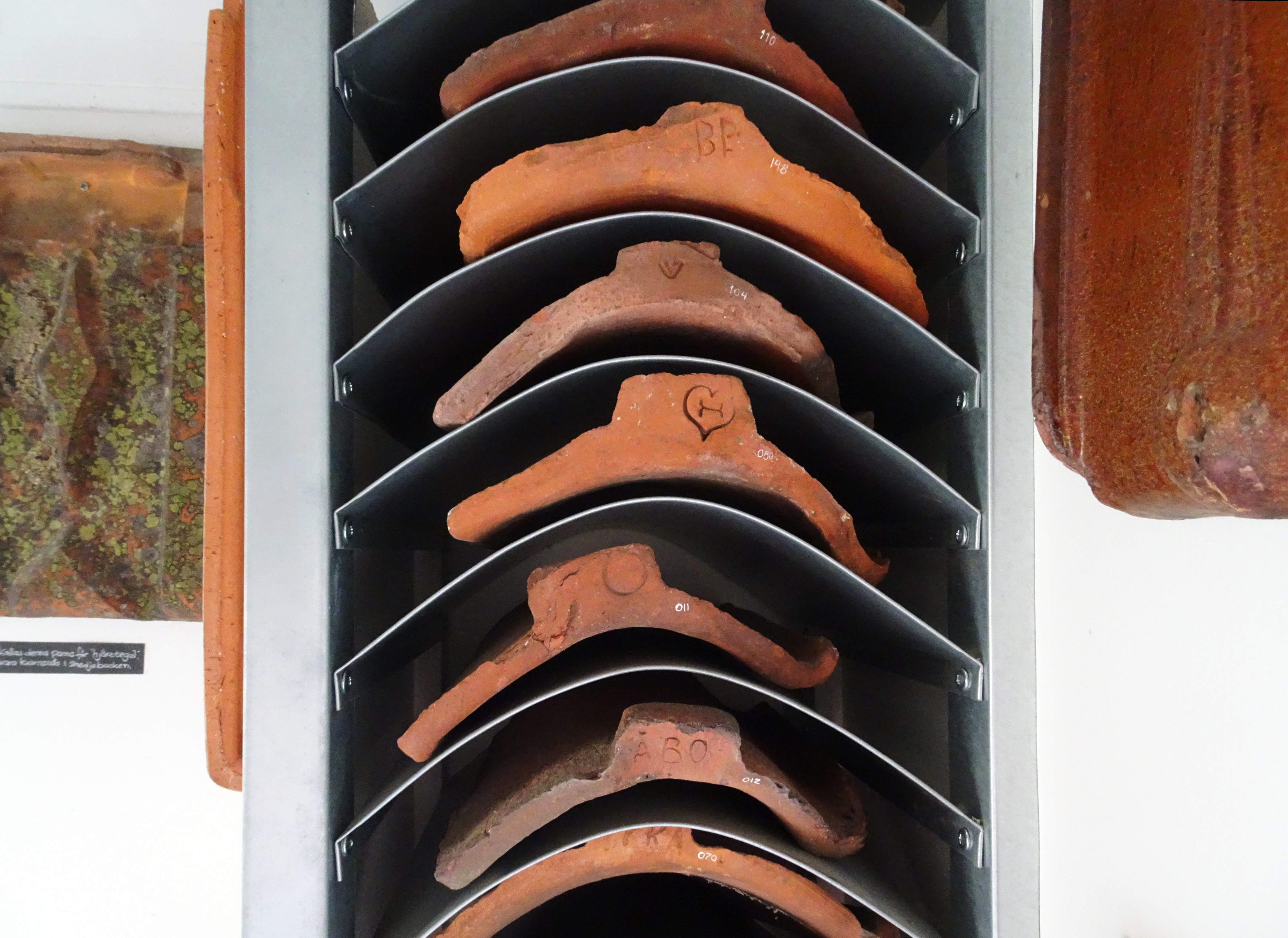
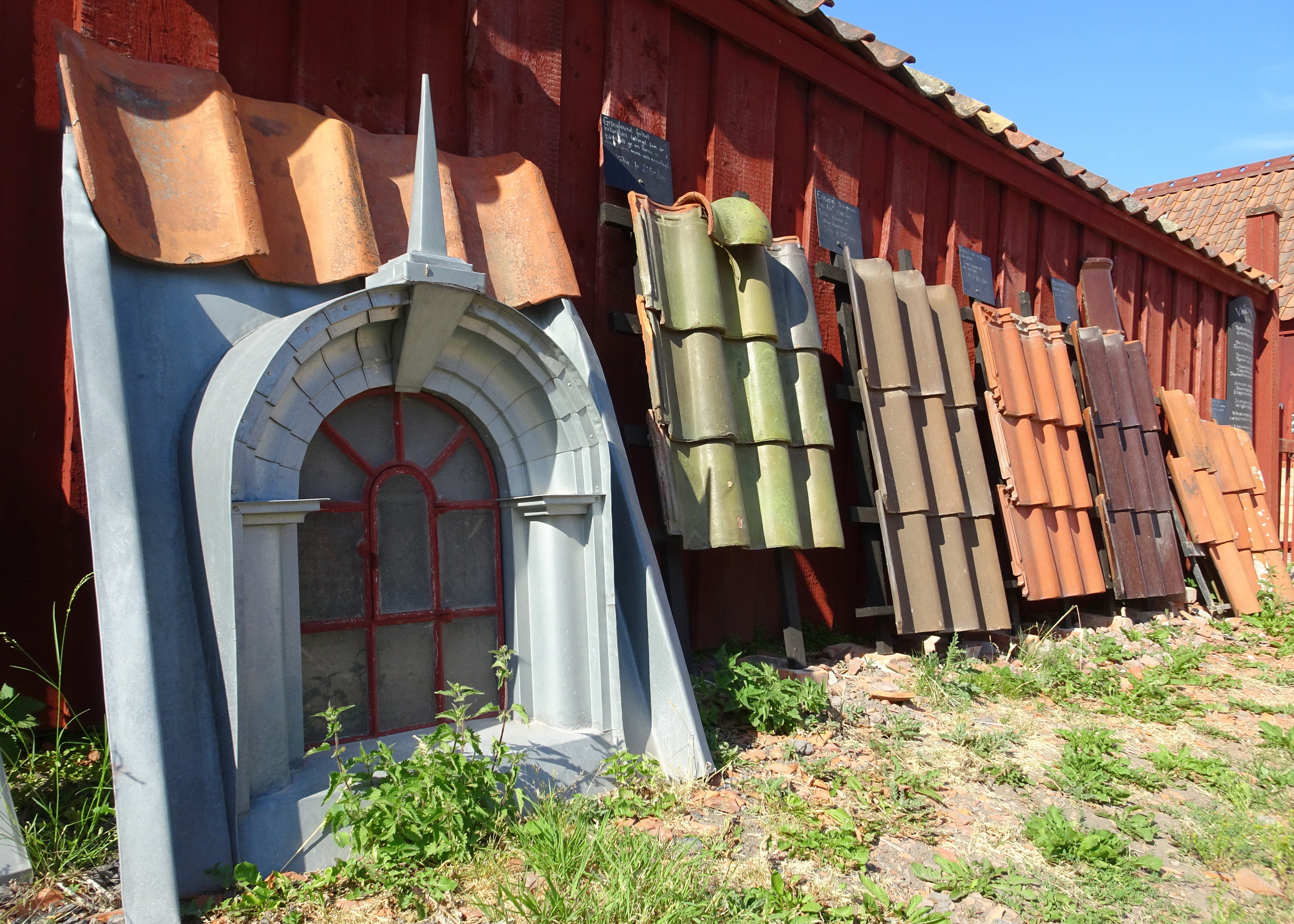